# Truncated-Wigner-Approximation
Die Truncated-Wigner-Approximation (englisch truncated Wigner approximation, TWA, dt. etwa „Näherung der trunkierten Wignerfunktion“) ist im Rahmen der Quantenfeldtheorie ein Werkzeug zur numerischen Simulation der Nichtgleichgewichtsdynamik von Quantenvielteilchensystemen. Es handelt sich um eine semiklassische Näherung, bei der die Quanteneigenschaften des Anfangszustandes voll berücksichtigt, Quanteneffekte in der zeitlichen Entwicklung des Systems jedoch vernachlässigt werden. In der Hochenergiephysik ist die Näherung auch als Klassische Statistische Feldtheorie bekannt.
Obwohl die TWA in ihrer ursprünglichen Formulierung nur auf bosonische Vielteilchensysteme anwendbar ist, wurden auch Erweiterungen auf fermionische Systeme entwickelt.

## Verfahren
Gegeben sei ein System bosonischer Teilchen mit einem Set von Erzeugungs- und Vernichtungsoperatoren {\displaystyle \{a_{i}^{\dagger }\},\{a_{i}\}}, wobei der Index {\displaystyle i=1,2,\dots ,N} eine beliebige orthonormale Zustandsbasis nummeriert. Das System werde beschrieben durch einen Hamiltonoperator {\displaystyle H} und der Anfangszustand sei gegeben durch die Dichtematrix {\displaystyle \rho _{0}}. Die Wigner-Weyl-Transformation eines Operators {\displaystyle \Omega } sei definiert als 
{\displaystyle {\mathcal {W}}\{\Omega \}({\boldsymbol {\psi }},{\boldsymbol {\psi }}^{*})\equiv 2^{N}\int d{\boldsymbol {\eta }}d{\boldsymbol {\eta }}^{*}\langle {\boldsymbol {\psi }}-{\boldsymbol {\eta }}|\Omega |{\boldsymbol {\psi }}+{\boldsymbol {\eta }}\rangle \,\exp({\boldsymbol {\eta }}^{*}\cdot {\boldsymbol {\psi }}-{\boldsymbol {\eta }}\cdot {\boldsymbol {\psi }}^{*})}
Hier wurde die Schreibweise {\displaystyle |{\boldsymbol {\alpha }}\rangle \equiv \prod _{i}|\alpha _{i}\rangle _{i}} verwendet, wobei {\displaystyle |\alpha _{i}\rangle _{i}} ein kohärenter Zustand in Mode {\displaystyle i} ist. Weiterhin führen wir die initiale Wignerfunktion {\displaystyle W_{0}({\boldsymbol {\psi }},{\boldsymbol {\psi }}^{*})} als Wigner-Weyl-Transformierte von {\displaystyle \rho _{0}} ein. Dann lässt sich der Erwartungswert einer Observablen {\displaystyle {\mathcal {O}}} zur Zeit {\displaystyle t} gemäß der TWA näherungsweise berechnen als:
{\displaystyle \langle {\mathcal {O}}\rangle (t)\approx \int d{\boldsymbol {\psi }}_{0}d{\boldsymbol {\psi }}_{0}^{*}\,\,W_{0}({\boldsymbol {\psi }}_{0},{\boldsymbol {\psi }}_{0}^{*})\,{\mathcal {W}}\{{\mathcal {O}}\}({\boldsymbol {\psi }}_{\text{cl}}(t;{\boldsymbol {\psi }}_{0},{\boldsymbol {\psi }}_{0}^{*}),{\boldsymbol {\psi }}_{\text{cl}}^{*}(t;{\boldsymbol {\psi }}_{0},{\boldsymbol {\psi }}_{0}^{*}))}
Dabei ist {\displaystyle {\boldsymbol {\psi }}_{\text{cl}}(t;{\boldsymbol {\psi }}_{0},{\boldsymbol {\psi }}_{0}^{*})} die Lösung der klassischen Hamiltongleichungen
{\displaystyle {\begin{aligned}i\partial _{t}{\boldsymbol {\psi }}&=\{{\boldsymbol {\psi }},{\mathcal {W}}\{H\}\}\\i\partial _{t}{\boldsymbol {\psi }}^{*}&=\{{\boldsymbol {\psi }}^{*},{\mathcal {W}}\{H\}\}\end{aligned}}}
mit Anfangsbedingung {\displaystyle {\boldsymbol {\psi }}(t=0)={\boldsymbol {\psi }}_{0}}.
Der obige Ausdruck wird in der Praxis in der Regel mittels Monte-Carlo-Integration ausgewertet. D. h. es wird eine große Anzahl an klassischen Anfangsbedingungen {\displaystyle {\boldsymbol {\psi }}_{0}} zufällig erzeugt, die gemäß der Wignerfunktion verteilt sind. Jede dieser Anfangsbedingungen wird dann mit der klassischen Bewegungsgleichung numerisch bis zur Zeit {\displaystyle t} entwickelt. Um Erwartungswerte von Observablen zu bestimmen, muss dann nur noch über alle Trajektorien gemittelt werden. Besonders geeignete Anfangszustände stellen dabei kohärente Zustände dar, da in diesem Falle die Wignerfunktion eine einfache Gaußsche Verteilung ist.